# Samsung Galaxy S III Neo
De Samsung Galaxy S III Neo (GT-i9301i) is een Android-smartphone van Samsung die stilletjes op de site van Samsung kwam in juni 2014. De Samsung Galaxy S III is de opvolger van de succesvolle Samsung Galaxy S II. De Samsung Galaxy S III Neo is de goedkopere variant van de succesvolle Samsung Galaxy S III. De S III Neo verschilt op een paar punten met de S III uit 2012.

## Kenmerken

### Behuizing
De Samsung Galaxy S III Neo heeft een grootte van 136,6 mm x 70,6 mm x 8,6 mm. Samsung zou de Galaxy S III Neo de vorm van een kiezelsteen hebben gegeven; plat en elegant. Ook op het gebied van software zou de Galaxy S III Neo geoptimaliseerd zijn om simpel en toegankelijk te zijn voor consumenten.
Het materiaal dat gebruikt wordt voor de voorkant is plastic, met een scherm gemaakt van Gorilla Glass 2.

### Scherm
Het toestel heeft een capacitief HD Super AMOLED-aanraakscherm met een diameter van 12,2 cm (4,8 inch). Het scherm is opgebouwd met de zogenaamde PenTile-indeling, een techniek waarbij pixels op een bepaalde manier worden gerangschikt. Dit type schermen wordt over het algemeen als minder "kleurecht" beschouwd. De verschillen zijn bij extreem inzoomen goed te zien.

### Opslag
Het toestel is alleen te verkrijgen in een 16 GB-versie.

## Verschillen S III en S III Neo
De belangrijkste verschillen tussen S III en S III Neo zijn.
- De Neo is alleen verkrijgbaar met een opslaggeheugen van 16 GB. De S III is daarentegen verkrijgbaar met 16, 32 en 64 GB opslaggeheugen.
- De S III Neo heeft een Snapdragon 400-processor van Amerikaanse chipmaker Qualcomm. De S III heeft een Exynos 4 Quad-processor die door Samsung zelf was ontworpen en gefabriceerd.
- De S III Neo heeft geen ruisonderdrukker. Want het gaatje boven op de telefoon dat wel op de S III zit, ontbreekt bij S III Neo.
- De S III Neo heeft in tegenstelling tot S III via Kies wel Android Kitkat 4.4.4. De S III kan via Kies tot 4.3 Jellybean worden geüpdatet.
- De S III Neo heeft anderhalf keer meer RAM-geheugen dan een S III. Want de S III Neo heeft 1,5 GB en S III heeft 1 GB.

Er is ook een variant van S III Neo met verlaagde kloksnelheid (1,4 GHz naar 1,2 GHz) en 1,5 GB in plaats van 1 GB. Deze variant van de Neo is niet op de Nederlandse markt verkrijgbaar.